# Сятищани
Сятищани (единствено число сятищанец, сятищанка, на гръцки: Σιατιστινοί, сятистини) са жителите на град Сятища, Егейска Македония, Гърция. Това е списък на най-известните от тях.

## Родени в Сятища
А — Б — В — Г — Д —
Е — Ж — З — И — Й —
К — Л — М — Н — О —
П — Р — С — Т — У —
Ф — Х — Ц — Ч — Ш —
Щ — Ю — Я

### А
- Александрос Росиос (1917 – 2005), гръцки революционер
- Александрос Папапавлу, гръцки учен и дипломат
- Арис Вудурис (1927 – 1990), гръцки бизнесмен и издател
- Анастасиос Дардас (1948 – 2024), гръцки историк
- Атанасиос Аргириадис (около 1815 – 1890), гръцки просветен деец

### Г
- Георгиос Завирас (1744 – 1804), гръцки учен
- Георгиос Лазару Люлякис (Γεώργιος Λιουλιάκης του Λαζάρου, 1890 – 1914), гръцки андартски деец, известен като капитан Дуграс (Καπετάν Ντόγρας), четник на Павлос Мелас[1]
- Георгиос Милонас (Γεώργιος Μυλωνάς, 1881 – 1910), гръцки андартски деец, четник на капитаните Пердикас, Вардас, Скундрис, Воланис. Участва в сраженията при Прекопана, Лехово, Неред, Бабчор. Умира в 1911 година след сблъсък с турци при Вайпеш (Дафнеро)[2]
- Георгиос Ньоплиос, гръцки революционер
- Георгиос Папазолис (1725 - 1775), гръцки революционер, водач на Орловото въстание в 1770 година
- Георгиос Русис, гръцки учен от XVIII век
- Георгиос Сфикас (1874 – 1917), гръцки учител, деец на гръцката въоръжена пропаганда в Македония

### Д
- Димитриос Аргириадис (1805 – ?), гръцки просветен деец
- Димитриос Канацулис (1907 – 1989), гръцки учен, историк
- Димитриос Каракасис (1734 – 1804), гръцки учен, лекар

### Е
- Евангелос Статис, гръцки андартски капитан[3]
- Емануил Маламас (1887 – 1974), гръцки архитект

### З
- Зосим II (? – около 1748), охридски архиепископ

### Й
- Йоанис Трамбадзис (1813 – 1890), гръцки търговец и благотворител
- Йоанис Турундзияс (? – 1824), гръцки революционер

### К
- Константин Варжи (26 март 1724 - 21 януари 1784), търговец и дарител, починал в Бела църква[4]
- Константинос Варверис (1916 - 1986), гръцки политик, кмет на Сятища от 1975 до 1984 година, автор на книгата „Сятища 1963 - 1983“[5]
- Куяс Христос (Κούγιας Χρήστος), гръцки андартски деец, в 1906 година става четник на капитан Николаос Андрианакис. Участва в сражението при Калевища. Убит е от турци в Одре[6]

### Л
- Лазарос Кутуляс, гръцки андартски капитан, действал в Мъглен
- Леонидас Папапавлу (1866 – 1913), гръцки учител, деец на гръцката въоръжена пропаганда в Македония

### М
- Братя Маркидис Пулиу, гръцки печатари
- Марко Павлов (1784 – 1864), български фармацевт, основател на първата аптека в Търново
- Маркос Нацинас (1925 - 2001), гръцки политик, депутат и министър от ПАСОК
- Михаил Дукас, гръцки просвещенски от XVIII век
- Михаил Папагеоргиу (1727 – 1796), гръцки просвещенски философ

### Н
- Нерандзиос Матрапезопулос, гръцки учен
- Николаос Аргириадис (1812 – 1892), гръцки учен
- Николай Папаниколау (1883 – 1933), гревенски митрополит от 1924 до 1933 година

### П
- Павлос Нерандзис (? – 1911) (капитан Пердикас), гръцки андартски капитан
- Партений Галяс (1860 – 1921), валовищки епископ
- Перистера Крака (1860 – 1938), гръцка революционерка

### С
- Спиридон Дардалис, гръцки андартски деец

### Т
- Талия Флора-Каравия (1871 – 1960), гръцка художничка
- Теодорос Манусис (1793 – 1858), гръцки учен, историк
- Теодорос Нацинас (1872 – 1949), гръцки просветен деец
- Теохарис Турундзияс (1776 - 1798), гръцки революционер, сподвижник на Ригас Велестинлис
- Трендафилос Самарас, гръцки андартски капитан

### Ф
- Филипос Зигурис (1865 – 1951), гръцки общественик

### Х
- Христодулос Йоану (1839 – 1919), гръцки образописец

### Я
- хаджи Яня Костич (? - 10 май 1870, Бела църква), сръбски търговец и дарител[7]

## Починали в Сятища
- Антоний Комбос (1920 – 2005), гръцки духовник
- Евангелос Коропулис (? – 1908), гръцки революционер